# Adisura dulcis
Adisura dulcis là một loài bướm đêm trong họ Noctuidae.